# Augustine Simo
Pour les articles homonymes, voir Augustine et Simo.
Augustine Simo est un footballeur international camerounais né le 18 septembre 1978 à Bangangté. Il évolue au poste de milieu de terrain.